# Rhynchopsitta pachyrhyncha
Il pappagallo beccoforte o pappagallo beccospesso (Rhynchopsitta pachyrhyncha (Swainson, 1827)) è un uccello appartenente alla famiglia Psittacidae.